# 沢野忠基
沢野 忠基（さわの ただもと、1860年1月（安政7年1月） - 1884年（明治17年）3月20日）は、理学士。東京物理学講習所（後の東京物理学校、現在の東京理科大学）の創立者の一人である。
外国語学校でフランス語を学んだ後、1880年（明治13年）東京大学理学部仏語物理学科を卒業。1881年（明治14年）、東京大学物理学科の同窓生たちとともに東京物理学講習所の創立者の一人となる。東京物理学校開校の翌1884年（明治17年）3月20日に死去。